# إل إل كول جي
ال ال كول جي (بالإنجليزية: LL Cool J)‏ واسمه الحقيقي «جيمس تود سميث الثالث» ممثل ومغني راب أمريكي شهير ولد في نيويورك سنة 1968. 

ال ال كول جي هي اختصار للجملة الإنجليزية" Long Life Cool James 

أشتهر ال ال كول جي بطبيعة أغانيه الرومنسية مثل "I Need Love" و"Around the Way Girl" و"Hey Lover" وأخرى مثلت أغاني رائدة في عالم الهيب هوب مثل "I Can't Live Without My Radio" و"I'm Bad" و"Mama Said Knock You Out" و"The Boomin' System".
كما أن لديه ظهورا في عدة أفلام سينمائية. كما ويمثل في مسلسل إن سي آي إس: لوس أنجلوس المشهور، ومن افلامه بحر ازرق عميق والعطلة الأخيرة.

## روابط خارجية
- إل إل كول جي على موقع IMDb (الإنجليزية)
- إل إل كول جي على موقع الموسوعة البريطانية (الإنجليزية)
- إل إل كول جي على موقع روتن توميتوز (الإنجليزية)
- إل إل كول جي على موقع ألو سيني (الفرنسية)
- إل إل كول جي على موقع ميوزك برينز (الإنجليزية)
- إل إل كول جي على موقع رولينغ ستون (الإنجليزية)
- إل إل كول جي على موقع أول موفي (الإنجليزية)
- إل إل كول جي على موقع قاعدة بيانات الأفلام السويدية (السويدية)
- إل إل كول جي على موقع إن إن دي بي (الإنجليزية)
- إل إل كول جي على موقع أول ميوزيك (الإنجليزية)